# G7 del 1978

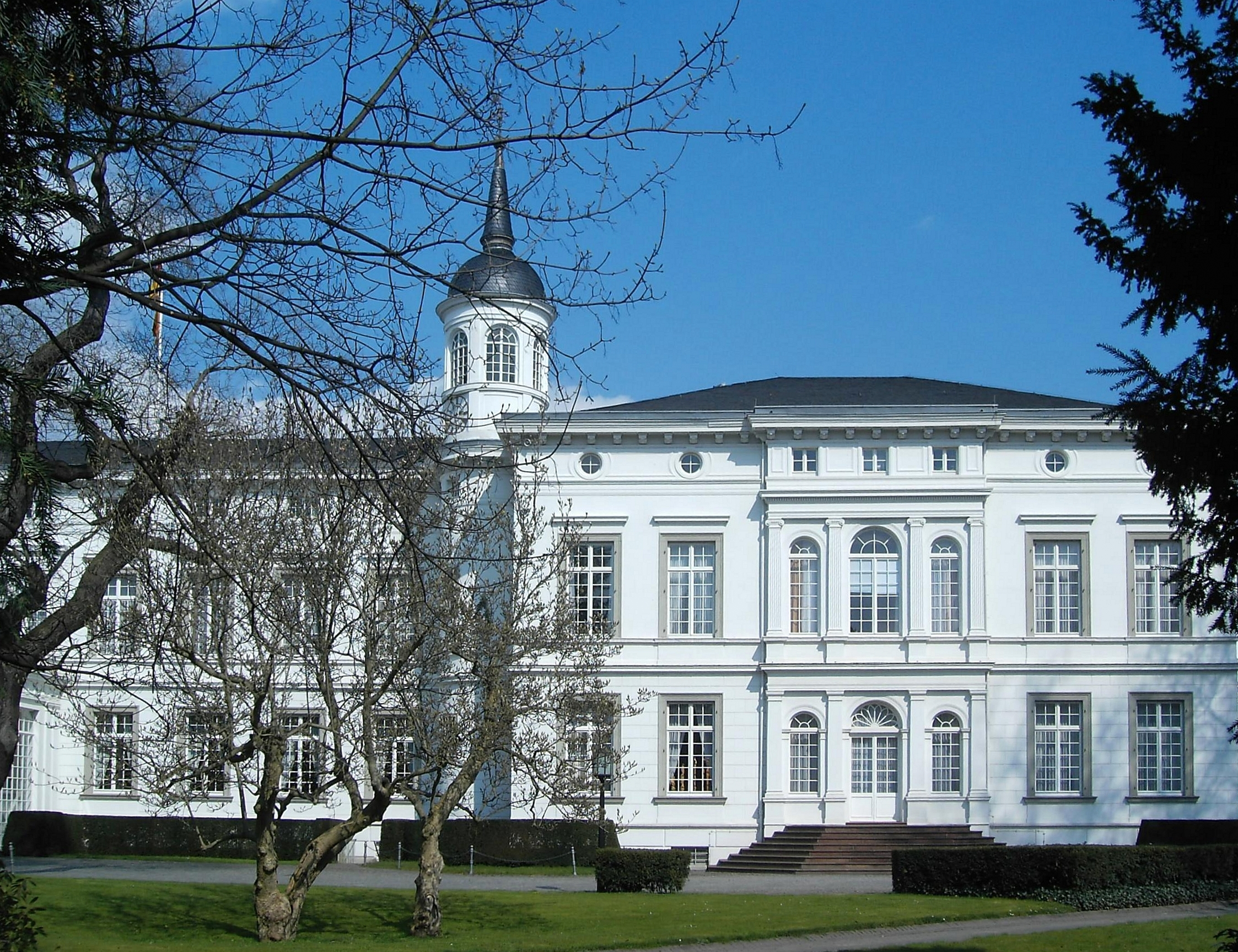
il Palais Schaumburg, sede del vertice

Il 4º vertice del G7 si è svolto in Germania Ovest a Bonn, in Renania Settentrionale-Vestfalia dal 16 al 17 luglio 1978. La riunione è stata guidata dal cancelliere della Germania Ovest Helmut Schmidt al Palais Schaumburg.
Il G7 era un forum non ufficiale che riuniva i capi dei paesi industrializzati più ricchi: Francia, Germania Ovest, Italia, Giappone, Regno Unito, Stati Uniti, Canada (dal 1976) e il Presidente della Commissione europea (a partire ufficialmente nel 1981). I vertici non dovevano essere collegati formalmente con le più ampie istituzioni internazionali; e in effetti, una lieve ribellione contro la rigida formalità di altri incontri internazionali faceva parte della genesi della cooperazione tra il presidente francese Giscard d'Estaing e il cancelliere della Germania occidentale Helmut Schmidt nel concepire il primo vertice del Gruppo dei sei (G6) nel 1975.

## Partecipanti
| I membri del G7 In grassetto lo stato ospitante | Rappresentato da         | Titolo                   |
| ----------------------------------------------- | ------------------------ | ------------------------ |
| Germania Ovest                                  | Helmut Schmidt           | Cancelliere federale     |
| Francia                                         | Valéry Giscard d'Estaing | Presidente               |
| Canada                                          | Pierre Trudeau           | Primo Ministro           |
| Giappone                                        | Takeo Fukuda             | Primo Ministro           |
| Italia                                          | Giulio Andreotti         | Presidente del Consiglio |
| Regno Unito                                     | James Callaghan          | Primo Ministro           |
| Stati Uniti d'America                           | Jimmy Carter             | Presidente               |
| Comunità economica europea                      | Roy Jenkins              | Commissione europea      |
| Comunità economica europea                      | Helmut Schmidt           | Consigliere europeo      |

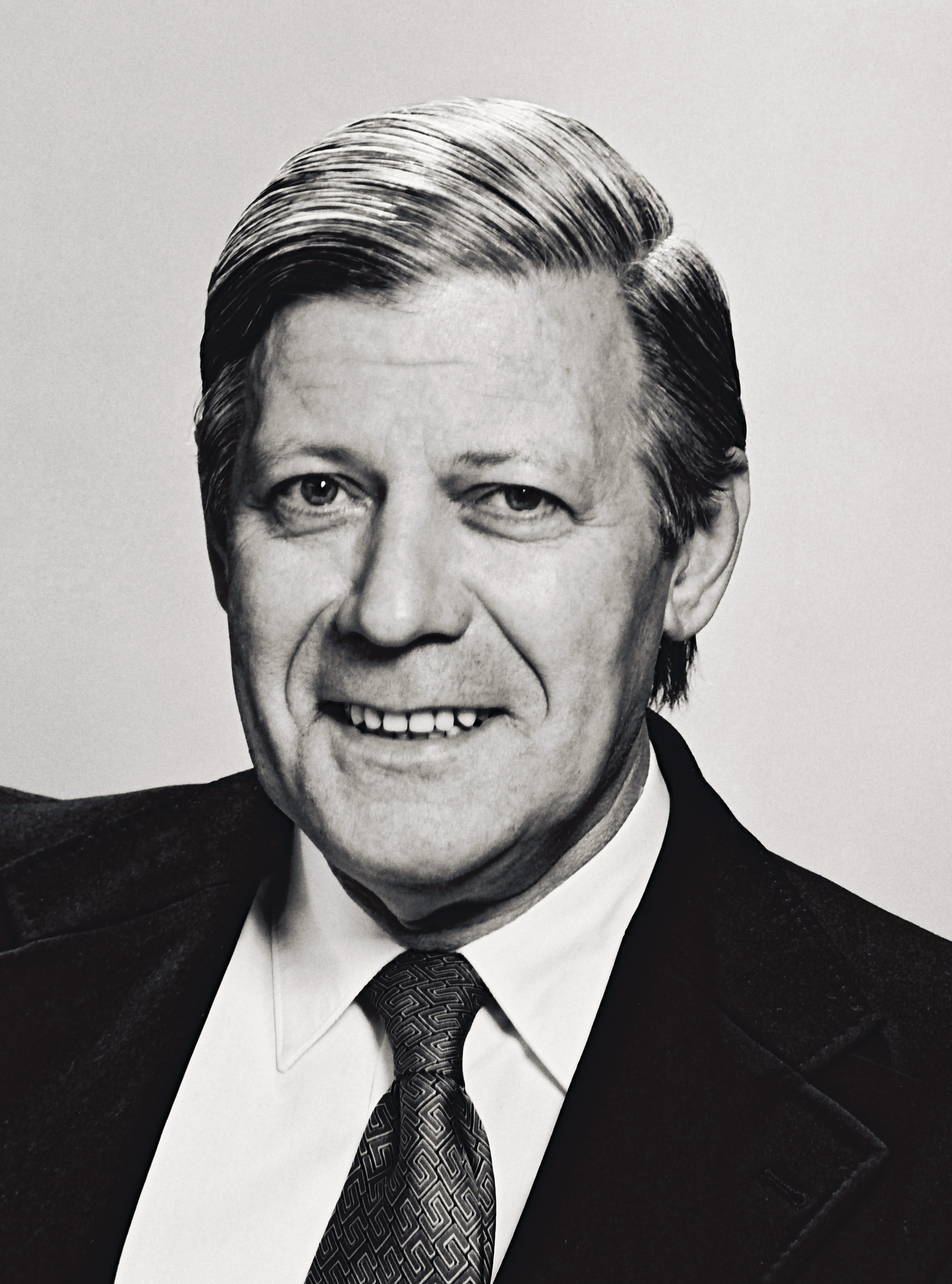
Germania Helmut Schmidt, Cancelliere Federale
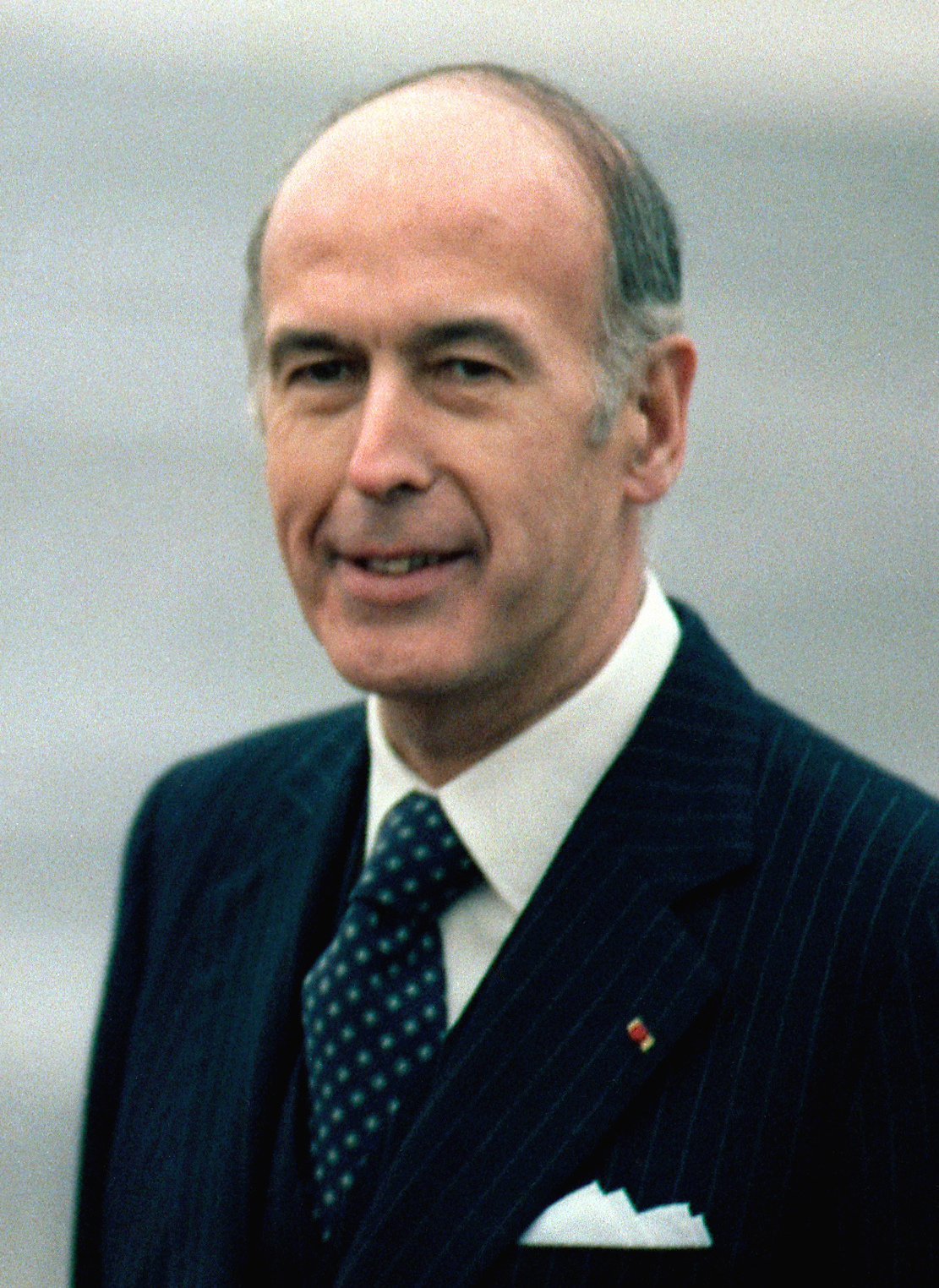
Francia Valéry Giscard d'Estaing, Presidente
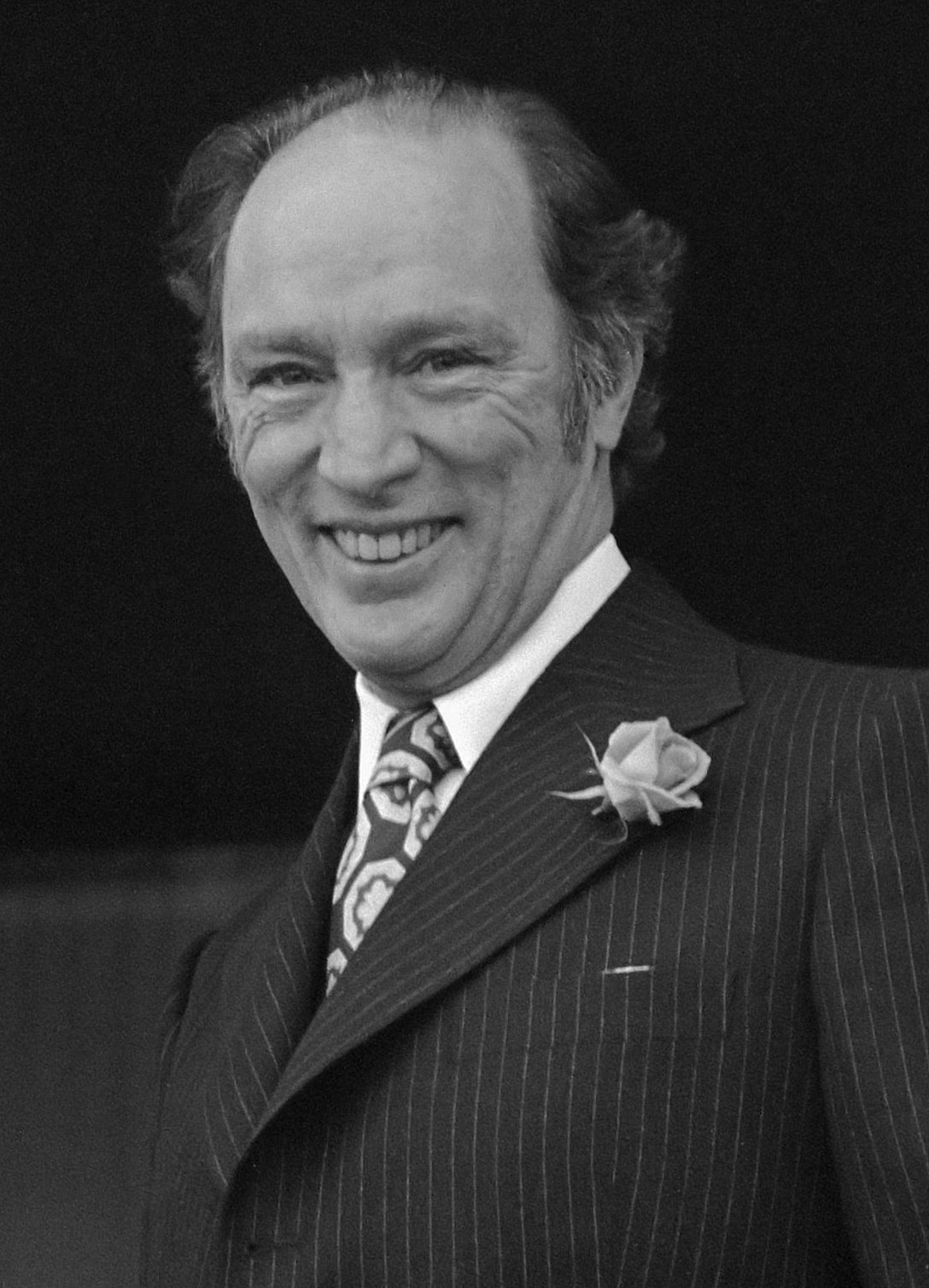
Canada Pierre Trudeau, Primo Ministro
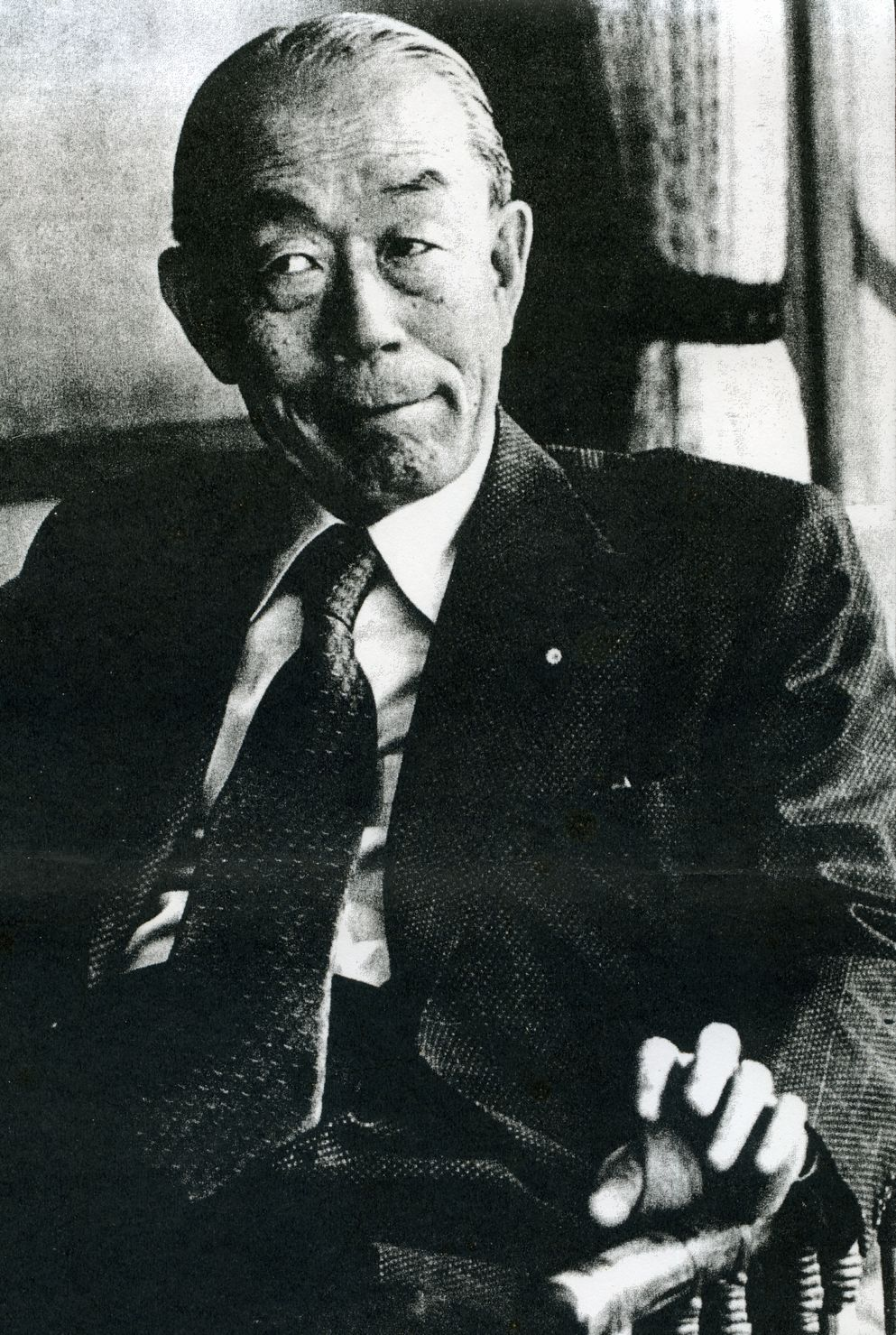
Giappone Takeo Fukuda, Primo Ministro
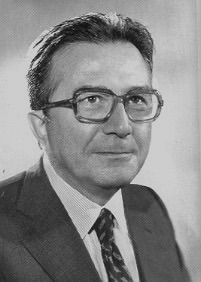
Italia Giulio Andreotti, Presidente del Consiglio
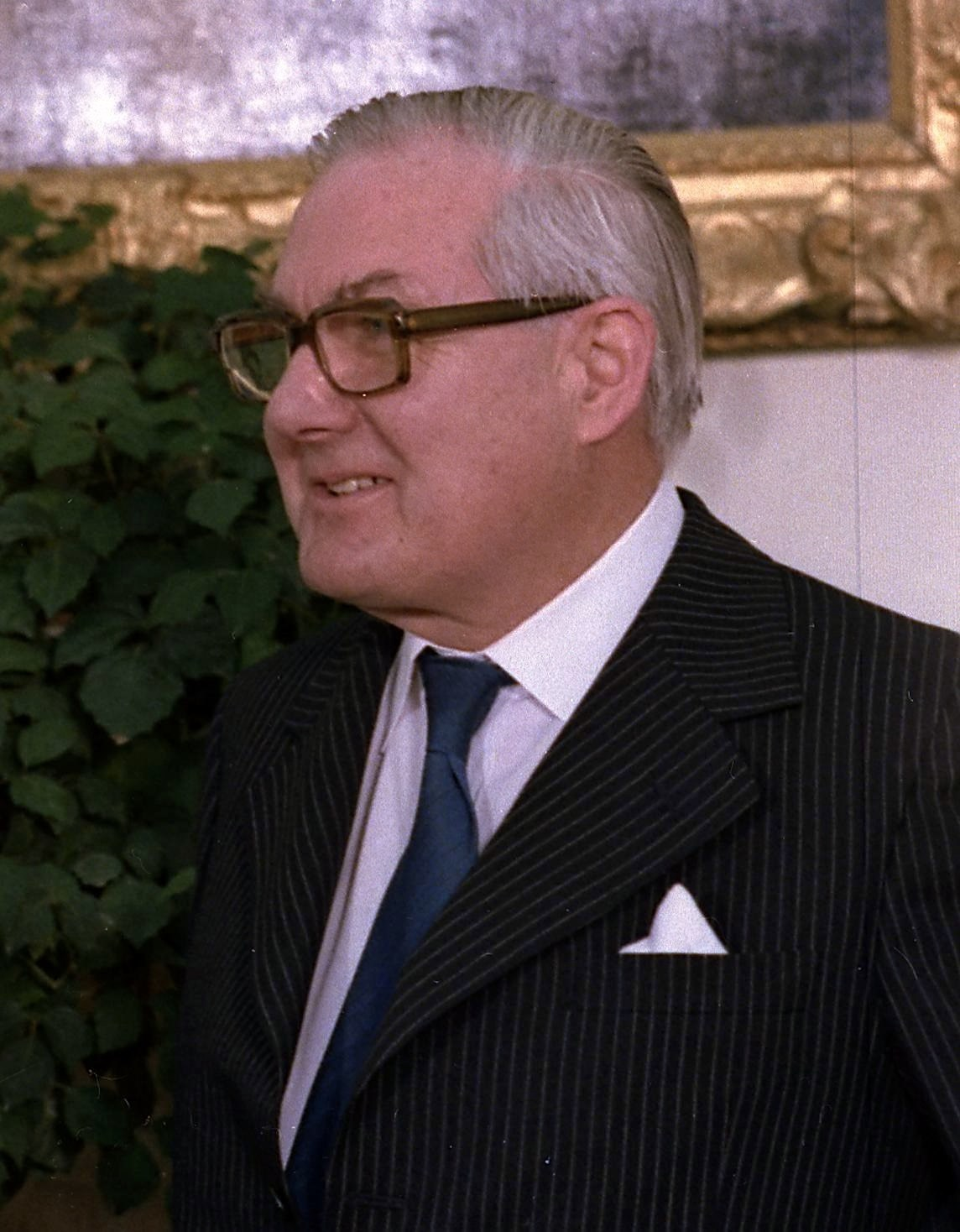
Regno Unito James Callaghan, Primo Ministro
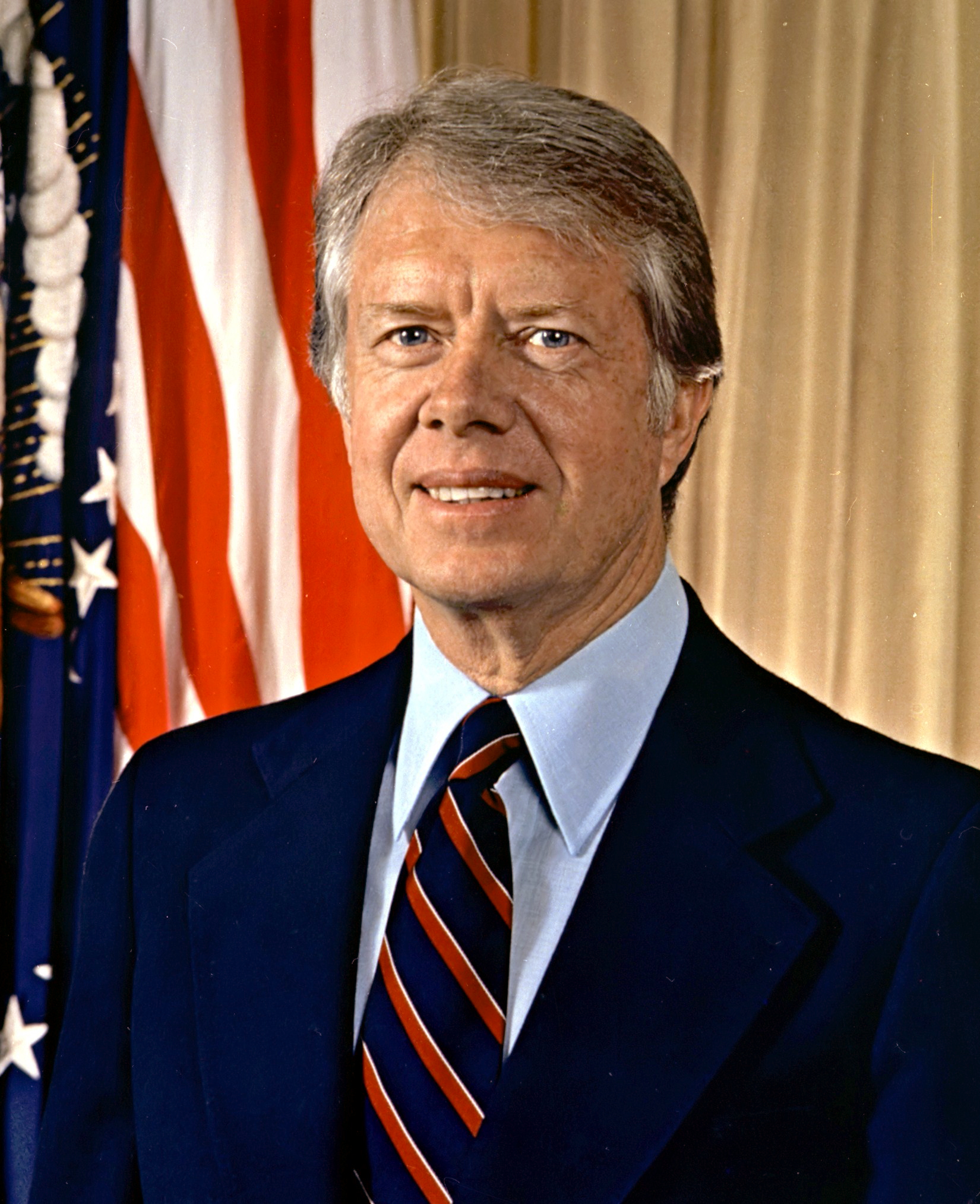
Stati Uniti Jimmy Carter, Presidente
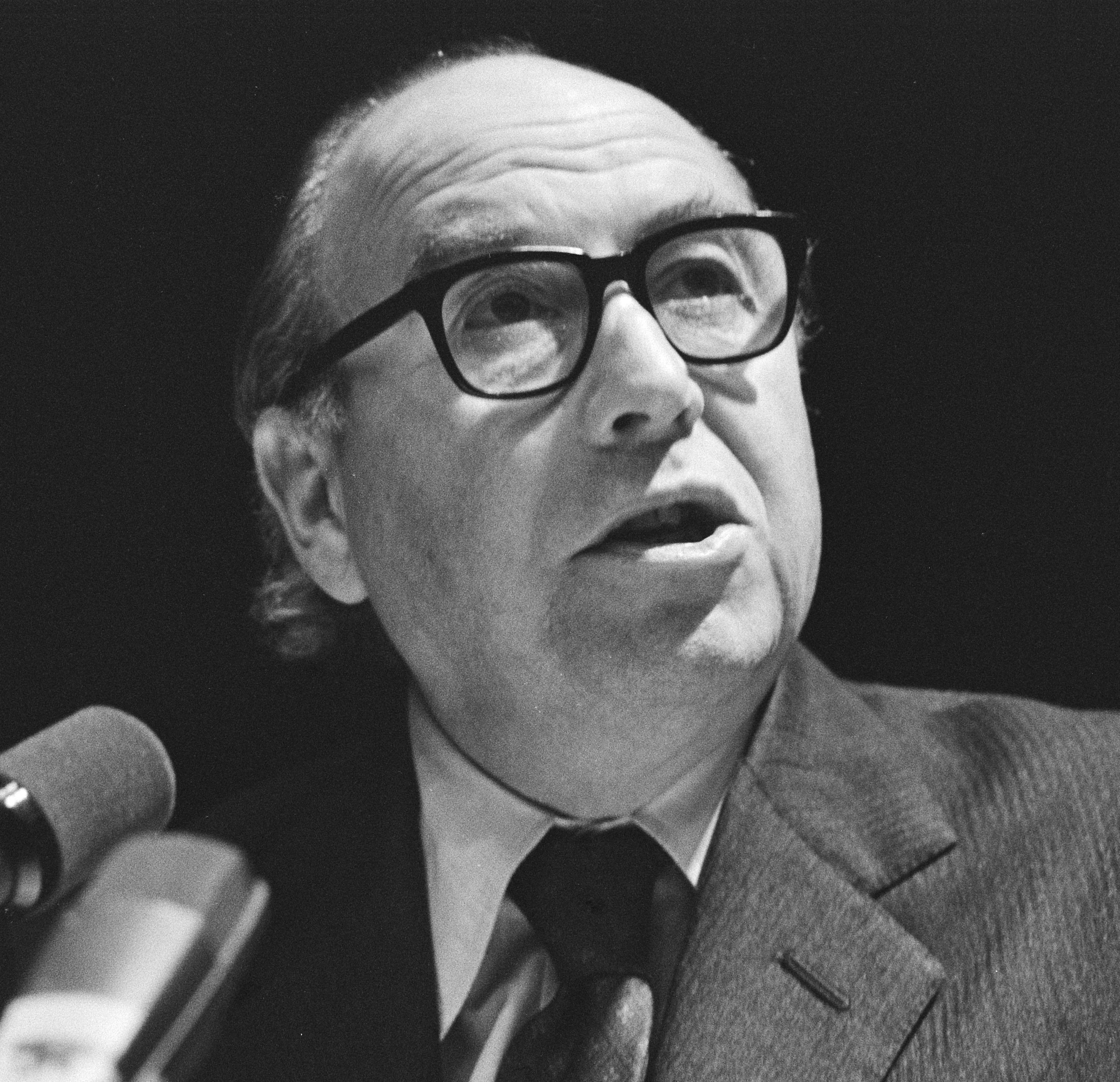
Comunità economica europea Roy Jenkins, Presidente Commissione Europea

## Problematiche
Il vertice era inteso come sede per la risoluzione delle differenze tra i suoi membri. In pratica, il vertice è stato anche concepito come un'opportunità per i suoi membri di scambiarsi reciproco incoraggiamento di fronte a difficili decisioni economiche. Questo è stato il primo vertice in cui, anziché semplicemente rilasciare dichiarazioni comuni, i partecipanti si sono impegnati a prendere decisioni politiche.